# Rio Covasna (Bahlui)
O Rio Covasna é um rio da Romênia, afluente do Bahlui, localizado no distrito de Iaşi.